# خاویر کولسون
خاویر کولسون (اسپانیایی: Javier Culson‎؛ زادهٔ ۲۵ ژوئیهٔ ۱۹۸۴)دونده اهل پورتوریکو است.
وی در مسابقات کشوری و بین‌المللی در مجموع برندهٔ ۳ مدال برنز شده‌است.